# Agnès d'Aumale
Agnès d'Aumale (vers 1117 a Holderness - + abans del 1194), fou filla d'Esteve d'Aumale i germana de Guillem I d'Aumale el Gros, en nom del qual va regir el comtat d'Aumale mentre era al Yorkshire, i després en nom de la filla Havisa (neboda d'Agnès).
Estava casada (1135) amb Adam II de Bruce, senyor de Skelton, fill de Robert de Bruce primer lord d'Annandale; després es va casar amb Guillem II de Roumare († 1151), fill de Guillem de Roumare. No va tenir fills amb el segon però amb el primer marit en va tenir tres:
- Lúcia de Bruce (1136-?)
- Adam III de Bruce (1138-1196)
- Guillem de Bruce (1141-?)